# Confusion Is Sex
Confusion Is Sex är Sonic Youths andra musikalbum som först släpptes år 1983. Albumet släpptes åter igen år 1995 tillsammans med extralåtar från Kill Yr Idols EP:n. Det tecknade omslaget föreställer Kim Gordon och Thurston Moore. 

## Låtlista

### Originalutgåvan
1. (She's in a) Bad Mood
2. Protect Me You
3. Freezer Burn / I Wanna Be Your Dog
4. Shaking Hell
5. Inhuman
6. The World Looks Red
7. Confusion Is Next
8. Makin the Nature Scene
9. Lee is Free (instrumental)

### 1995 års utgåva
1. (She's in a) Bad Mood
2. Protect Me You
3. Freezer Burn / I Wanna Be Your Dog
4. Shaking Hell
5. Inhuman
6. The World Looks Red
7. Confusion Is Next
8. Making the Nature Scene
9. Lee Is Free (instrumental)
10. Kill Yr. Idols
11. Brother James
12. Early American
13. Shaking Hell (live)